# Sri-lankische Badmintonmeisterschaft 1956
Die Sri-lankische Badmintonmeisterschaft 1956 war die vierte Austragung der nationalen Titelkämpfe im Badminton in Sri Lanka. Sie fand in Colombo statt.

## Sieger und Finalisten
| Disziplin    | Gold                                 | Silber                               |
| ------------ | ------------------------------------ | ------------------------------------ |
| Herreneinzel | Raif Jansz                           | Nagalingam Rasalingam                |
| Dameneinzel  | Nanda Wijesekera                     | B. Veeravagu                         |
| Herrendoppel | Peethamparam Sivalingam Raif Jansz   | A. R. L. Wijesekera R. Sunderalingam |
| Mixed        | A. R. L. Wijesekera Nanda Wijesekera | Coomaraswamy Rajalingam K. Ranawake  |